# Rosa Sensat
Rosa Sensat i Vilà, née le 17 juin 1873 à El Masnou (Province de Barcelone) et morte le 1er octobre 1961 à Barcelone, est une enseignante et pédagogue espagnole ayant contribué au développement de l'école publique catalane[pas clair] durant le premier tiers du XXe siècle.

## Biographie
Fille d'un marin et d'une brodeuse, Rosa Sensat souhaite depuis son enfance se consacrer à l'enseignement. Elle commence ses études d'enseignant à Barcelone puis intègre la Escuela Central de Magisterio (École centrale de l'enseignement) à Madrid. Après une première expérience dans une école maternelle de sa ville natale puis dans une autre de Gérone, elle est à la recherche de nouvelles méthodes d'apprentissage. Elle se rapproche alors de l'Institution libre d'enseignement puis se rend à Genève pour étudier à l'Institut Jean-Jacques Rousseau. Elle y découvre de nouvelles approches pédagogiques et visite de nombreuses écoles européennes.
Ayant passé son concours en 1900, Rosa Sensat est affectée à Alicante. Elle se marie en 1903 avec David Ferrer, avec qui elle s'installe définitivement à Barcelone. Leur fille Àngels naît en 1904.
Décidée à propager les nouvelles tendances pédagogiques, Rosa Sensat possède une grande capacité d'organisation. Elle est la première directrice de la section des filles de l'Escola de Bosc à Barcelone, poste qu'elle occupe de 1914 à 1930. De 1930 à 1939 elle prend la direction du groupe scolaire Milà i Fontanals dans la même ville. 
Parallèlement à ses activités scolaires, elle est chargée en 1921 de concevoir les nouveaux programmes d'études pour l'Institut culturel et la bibliothèque populaire de la Femme, dites La Bonne, fondées en 1909 par Francesca Bonnemaison et destinées à donner aux femmes une formation culturelle et professionnelle. Elle élabore alors un programme conçu pour les femmes ouvrières et également des classes moyennes. Rosa Sensat donne de nombreuses conférences à la Mancommunauté de Catalogne et à l'Institut culturel et la bibliothèque populaire de la Femme. Elle participe également à de nombreux congrès internationaux, parmi lesquels le Ier Congrès National d'Enseignement Primaire à Barcelone en 1909, le IIIe Congrès International d'Enseignement Ménager à Paris en 1922 et le Congrès des Écoles Nouvelles à Nice en 1932. Elle édite également des manuels scolaires avec l'Associació Protectora de l’Ensenyança Catalana.
Perturbée par la guerre civile et l'arrivée du franquisme, Rosa Sensat est relevée de toutes ses fonctions en 1939 à la fois en raison de son idéologie progressiste et de son enseignement en faveur de la catalanité[Quoi ?].

## Principes pédagogiques
Les principes pédagogiques de Rosa Sensat passent par le respect intégral de la personne, l'intégration du jeu dans le programme d'enseignement ainsi que l'épanouissement esthétique. Il est fait usage des faits de la vie quotidienne pour enseigner les connaissances scolaires. À l'époque de Rosa Sensat, cet enseignement est encore très éloigné de la méthode académique et cette manière de faire sera théorisée dans les années 1960 sous le nom d'apprentissage significatif. Également convaincue que les bases de l'éducation chez l'enfant se jouent dès la petite enfance puis à l'école élémentaire, Rosa Sensat insiste en son temps sur une formation de qualité pour les maitres d'écoles afin de leur donner les outils nécessaires leur permettant d'enseigner à tous les types d'élèves.

## Hommages
En considération  de son rôle important dans le développement et l'évolution de l'enseignement en Catalogne, un groupe de pédagogues et d'enseignants, dirigé par Marta Mata i Garriga, fonde en 1965 l'École de maîtres Rosa Sensat.

## Publications
- Rapport présenté au III Congrès International d'Enseignement Ménager (1922)
- Les ciències en la vida de la llar (1923)
- Cómo se enseña la economía doméstica (1927)
- Hacia la nueva escuela (1934)